# Gustave Defnet
Gustave Jean-Baptiste Noël Defnet (Namen, 25 december 1858 - 14 mei 1904) was een Belgisch volksvertegenwoordiger.

## Levensloop

### Beroepsleven
Defnet was de zoon van een schoenmaker en een huisvrouw. Nadat hij de lagere school had doorlopen ging hij op zijn veertiende als letterzetter in de leer bij de Naamse krant L'Opinion Libérale. Toen hij zijn opleiding had afgerond, ging hij tot 1878 aan de slag in de drukkerij Vanderauwera in Brussel. Hij sloot zich aan bij de vrije vereniging voor letterzetters en drukkers-typografen in Brussel en nam in 1877 deel aan een algemene staking die tot doel had om een hogere vergoeding af te dwingen voor iedere em die de Brusselse drukkers en letterzetters op papier zetten. Hetzelfde jaar sloot hij zich aan bij de rationalistische vereniging Les Cosmopolitains, een kweekschool voor socialistische militanten.
In 1878 werd Gustave Defnet uitgeloot om militaire dienst te vervullen. Hij werd ingelijfd bij het Eerste Regiment van Jagers te Paard, promoveerde tot sergeant en schopte het uiteindelijk tot persoonlijk secretaris van luitenant-kolonel De Haes, commandant van het Kamp van Beverlo. In 1881 liep zijn militaire dienst af.
Omdat Defnet na zijn legerdienst geen werk vond, trok hij naar Frankrijk. Hij verbleef eerst in tijdlang in Rijsel, waar hij in contact kwam met de syndicale milieus in de  boekenindustrie, en nadien trok hij naar Parijs, waar hij als corrector in de drukkerijen van verschillende progressieve of socialistische kranten werkte. In 1882 werd hij terug naar België geroepen om deel te nemen aan militaire oefeningen van het Belgische leger in de provincie Luxemburg. Hetzelfde jaar trad hij in het huwelijk en vestigde hij zich met zijn echtgenote, met wie hij twee kinderen zou krijgen, in Namen, waar hij opnieuw tewerkgesteld werd bij L'Opinion Libérale. Defnet probeerde er een vakvereniging van drukkers op te zetten, maar dit draaide uit op een mislukking. Vervolgens werd hij in 1883 atelierchef in een drukkerij in Givet, in de Franse Ardennen. In 1884 keerde Defnet terug naar België en vestigde hij zich in Sint-Gillis, waar hij werd aangenomen bij de drukkerij van Edouard Maheu, een overtuigde aanhanger van het socialisme. Tevens werd hij corrector bij de progressief-liberale krant La Réforme.

### Engagement voor de Belgische Werkliedenpartij en de mijnwerkers
In dezelfde periode leerde Defnet Louis Bertrand kennen, die werkte als verzender van La Réforme. Het was het begin van een jarenlange samenwerking tussen beide heren, die beiden opkwamen voor de emancipatie van de arbeidersklasse. Defnet werkte regelmatig mee aan La Voix de l'ouvrier, het in augustus 1884 door Louis Bertrand heropgerichte dagblad dat de socialistische ideeën verspreidde. Nog in 1884 werd hij secretaris van de Ligue Ouvrière van Brussel en in dezelfde periode stichtte hij een verbond van drukkers en typografen dat streefde naar de invoering van het algemeen stemrecht.
In april en augustus 1885 woonde Defnet de twee stichtingscongressen van de Belgische Werkliedenpartij (BWP) bij. Hij werd lid van het eerste bureau van de Algemene Raad van de partij en werd in april 1889 verkozen tot secretaris van de partij. Op het socialistisch congres van april 1890 vroeg Defnet een hernieuwing van dit mandaat, maar uiteindelijk werd de functie toegewezen aan Louis Bertrand. Wel bleef hij tot aan zijn dood in 1904 deel uitmaken van de Algemene Raad van de BWP.
In december 1886 nam Defnet ontslag bij La Réforme en werd hij redacteur-corrector en daarna directeur belast met de vormgeving bij de socialistische krant Le Peuple, waarvan hij sinds de oprichting in december 1885 deel uitmaakte van het redactiecomité. Hij bleef aan de slag bij Le Peuple tot aan zijn verkiezing in de Kamer in 1894. In 1886 werkte hij eveneens mee aan het essay En Avant pour le suffrage universel (Vooruit met het algemeen stemrecht) van Alfred Defuisseaux en in januari 1892 was hij medeoprichter van het persagentschap La Presse Socialiste, een samenwerkende vennootschap. 
In 1888 werd Defnet door de Algemene Raad van de BWP belast met de opdracht om de banden te verstevigen tussen Belgische mijnwerkers en internationale collega's. In het kader van die opdracht ging hij in Noord-Frankrijk de sociale omstandigheden van mijnwerkers bestuderen. Tijdens het internationaal socialistisch congres in Parijs in 1889 stelde Defnet zich in verbinding met Franse, Duitse en Britse geestesgenoten om de noodzakelijkheid van nationale en internationale mijnwerkersorganisaties aan te kaarten. Hij speelde dan ook een belangrijke rol bij de opzetting van een internationale en nationale federatie van mijnwerkers en redigeerde in 1890 de statuten van de Nationale Federatie der Belgische Mijnwerkers, die goedgekeurd werden op het mijnwerkerscongres in Jumet. Ook was hij meermaals vertegenwoordiger van de Belgische mijnwerkers bij de Internationale Federatie van Mijnwerkers en op de internationale socialistische congressen van Parijs in 1891 en van Londen in 1892. In het kader van deze activiteiten was hij van 1892 tot 1894 correspondent voor Labour Tribune, het orgaan van de mijnwerkers en metaalarbeiders in Groot-Brittannië. Hij was er verantwoordelijk voor de rubriek Labour notes from France and Belgium, waarin hij verslag bracht over de sociale omstandigheden van mijnwerkers in België en Frankrijk.

### Defnet en de typografen
Na zijn terugkeer in Brussel in 1884 speelde Defnet eveneens een belangrijke rol in typografische organisaties. Vanaf juni 1885 maakte hij deel uit van de raad van beheer van de vrije vereniging van letterzetters en drukkers-typografen in Brussel en van december 1885 tot december 1886 was hij er de secretaris van. Hij speelde een belangrijke rol in de evolutie van deze vakbond van een apolitieke beweging naar een vehikel van de Brusselse federatie van de BWP. In maart 1890 wist Defnet de vakvereniging zover te krijgen om deel te nemen aan een betoging voor een achturige werkdag en hetzelfde jaar nam de vakbond deel aan een manifestatie voor algemeen stemrecht, twee belangrijke eisen van de BWP. 
Van januari 1889 tot januari 1891 was Defnet daarnaast de zesde voorzitter van de Belgische Typografische Federatie.

### Defnet en de gemeentepolitiek
In 1890 werd Defnet op een liberale lijst verkozen tot gemeenteraadslid van Sint-Gillis en in oktober 1893 werd hij er schepen van Financiën. Hij bleef beide mandaten bekleden tot in 1895. Bij de gemeenteraadsverkiezingen dat jaar werd Defnet als vertegenwoordiger van de arbeiders herkozen in de gemeenteraad, maar zijn verkiezing werd ongeldig verklaard omdat hij niet voorkwam op de kieslijsten van de Brusselse Werkrechtersraad. In 1899 werd Defnet opnieuw verkozen tot gemeenteraadslid en in januari 1904 werd hij opnieuw schepen van Sint-Gillis, tot aan zijn overlijden vijf maanden later. 
Nog in 1890 creëerde de Brusselse federatie van BWP een orgaan dat de vorming van socialistische gemeenteraadsleden moest faciliteren. Defnet werd er de secretaris van en was tevens de belangrijkste organisator van activiteiten binnen het orgaan. Met drie andere socialistische gemeenteraadsleden bekritiseerde hij daarnaast het monopolie dat de stad Brussel uitoefende over het waterbeheer van de buitenwijken en in december 1891 was hij medeoprichter van de intercommunale watermaatschappij in Brussel, dat het waterbeheer efficiënter moest maken.

### Parlementaire carrière
Na de invoering van het algemeen meervoudig stemrecht in 1893 kreeg de BWP de kans om een delegatie socialisten in het parlement te krijgen. Op vraag van Louis Bertrand was hij bij de parlementsverkiezingen van oktober 1894 kandidaat in het arrondissement Namen, waar de socialisten een kartel hadden gesloten met progressieve liberalen. Defnet werd verkozen in de Kamer van volksvertegenwoordigers en zetelde er tot aan zijn overlijden in 1904. 
Hij was een actief parlementslid dat in de meeste debatten van zich liet horen en vaak het woord nam over arbeiderskwesties, waarbij hij de belangen van bijvoorbeeld mijnwerkers, drukkers, kleine bedienden bij het Rekenhof en douaniers verdedigde en opkwam voor de achturige werkdag, de afschaffing van kinderarbeid en minimumlonen. Ook op het vlak van onderwijs liet Defnet vaak van zich horen, waarbij hij opkwam voor het officieel onderwijs en ervoor pleitte om subsidies te geven aan gemeenten die schoolmaaltijden voorzagen voor kinderen in armoede. Daarnaast toonde hij zich als fervente antimilitarist kritisch voor het beleid van de regering ten aanzien van het leger, de Rijkswacht en de Burgerwacht. Omdat hij als parlementslid veel aanzien genoot, was hij van 1900 tot aan zijn dood in 1904 tevens secretaris van de Kamer.

### Inzet voor coöperaties
Defnet was actief bij de werking van verschillende coöperaties in het Brusselse, zoals het in 1886 opgerichte Volkshuis van Brussel en de in 1882 gestichte coöperatieve bakkerij in de stad. In 1889 werd hij lid van de raad van bestuur van de coöperatieve vennootschap Société coopérative ouvrière de Bruxelles, die in 1892 omgedoopt werd tot La Maison du Peuple. Defnet was tot 1893 secretaris van deze coöperatieve vennootschap en oefende deze functie opnieuw uit vanaf 1898. Ook zetelde in de raad van beheer en het uitvoerend comité van de vennootschap.
Na zijn verkiezing tot Kamerlid stak hij veel energie in de ontwikkeling van coöperaties in het arrondissement Namen. In december 1897 kocht hij het Volkshuis in Auvelais en maakte er een coöperatieve bakkerij van, die in augustus 1898 de deuren opende. Deze bakkerij werd een enorme concurrent voor Les Ouvriers réunis, een christelijke coöperatie uit Charleroi die verschillende dorpen in de Basse-Sambrestreek van voeding voorzag. In 1899 stichtte hij samen met Joseph Fossion, die hem in 1904 zou opvolgen in de Kamer, in Andenne de coöperatieve bakkerij L'Avenir en in 1902 was hij in Namen medestichter van coöperatie L'Espérance, waar Defnet in de raad van bestuur zetelde. Ook bood hij ondersteuning aan reeds bestaande coöperaties, zoals de coöperatieve brasserie in Éghezée. Om de ontwikkeling van coöperaties in het arrondissement Namen te promoten richtte hij het propaganda-orgaan En Avant op, waarvan hij de enige redacteur was.

### Overlijden
Defnet was amper 46 jaar en nog in volle activiteit toen hij op 14 mei 1904 plotseling overleed, geveld door een hartaanval midden op straat in Namen. Zes dagen later werd hij onder grote belangstelling bijgezet op het kerkhof in Sint-Gillis. De BWP ervoer het overlijden van Defnet als een groot verlies en in Le Peuple werd uitgebreid bericht over de dood en begrafenis van Defnet.